# MIVD
MIVD（Militaire Inlichtingen- en Veiligheidsdienst、軍情報保安局）は、オランダの情報機関。オランダ軍の情報機関として、歴史上存在したものをここでまとめて取り扱う。

## 冷戦
冷戦中、オランダ軍情報部は他の諸国と同様、東側諸国の軍事情報の収集と、基地警備、自軍内へのスパイの工作阻止を任務としていた。オランダのシギント能力はなかなかに高く、中東方面において、とくにエジプト軍の通信を傍受、解読してイスラエルに提供していた。オランダ駐在の大使館の外交通信の傍受も盛んに行っていた。
1987年、3軍の情報部が合同してMIV（軍情報局）が成立した。
冷戦が下火になってくると、通信傍受の対象は軍事から通商へ比重が移っていった。冷戦終結後はなおのこと、通商情報に関わる通信の傍受が求められ、得た情報を自国の大企業にまわるように取り計らった。

## 近年・現在
ポスト冷戦において、オランダ軍も国際協力のため海外に派遣されるようになり、軍情報部はそれに随伴して活動を行うのだったが、オランダにとって政治的にも軍事、情報的にも大きな転機となる事態があった。1995年のボスニア紛争におけるスレブレニッツァ事件である。このとき現地に駐留していたオランダ軍は、優勢なセルビア軍の前に抵抗できず、数千人の死者を出した虐殺事件を防ぐことができなかった。オランダ軍と政府はヨーロッパ諸国からも自国民からも大批判を浴び、政府も軍も当時著しく軽視されていた情報活動に対する認識を改めるきっかけとなった。(AIVDも参照)
2002年、MIVはMIVDに改編拡張された。オランダ軍はアフガニスタン、イラクにおいて展開したが、そこではMIVDも活動している。イラクでは、当然、日本の自衛隊とも関係を持った模様である。

## 近年の話題
1999年
- オランダ軍ボスニア現地部隊についての報告隠蔽疑惑によって、MIV長官が解任される。

2006年
- Google Earthが、精度更新にあわせて、MIVDの指導による安全保障上不都合なエリアのモザイク化が図られた。
- MIVD、イスラム過激派に関わりがあったり、過激思想を擁護する兵士数十人を軍から追放。
- 総選挙の直前の時期に、MIVDが2003年のイラクサマーワにおいて、イラク人数十人を過酷な尋問、あるいは拷問を行っていたと報道。軍報道官もこれを認める。